# Molophilus (Molophilus) obsoletus
Molophilus (Molophilus) obsoletus is een tweevleugelige uit de familie steltmuggen (Limoniidae). De soort komt voor in het Palearctisch gebied.